# Pachydactylus affinis
Pachydactylus affinis är en ödleart som beskrevs av  George Albert Boulenger 1896. Pachydactylus affinis ingår i släktet Pachydactylus och familjen geckoödlor. Inga underarter finns listade i Catalogue of Life.